# آنیلو پاناریلو
آنیلو پاناریلو (انگلیسی: Aniello Panariello؛ زادهٔ ۸ اکتبر ۱۹۸۸) بازیکن فوتبال اهل ایتالیا است.
از باشگاه‌هایی که در آن بازی کرده‌است می‌توان به باشگاه فوتبال امپولی، باشگاه فوتبال یو. اس. پرگولیتزه، و باشگاه فوتبال روبور سیه‌نا اشاره کرد.